# Kartverk
Kartverk är beteckning på en samling kartor.
Exempelvis har Riksarkivet i Sverige ett antal kartverk, det vill säga samlingar av kartor och skisser.